# Orenbourg (race caprine)
La chèvre d'Orenbourg est une race caprine originaire de Russie.

## Histoire
Cette race a été sélectionnée au cours du XIXe siècle avec des chèvres locales pour mettre au point un standard de chèvre au duvet le plus  long, le plus fin et le plus doux possible. Celui-ci est utilisé pour la confection du fameux châle d'Orenbourg, l'un des fleurons de l'artisanat traditionnel russe.
De plus, il fallait une race aux excellentes capacités de résistance aux hivers longs et rigoureux et aux étés chauds et secs, ainsi qu'aux vents forts de la région d'Orenbourg. Elle est croisée au XXe siècle avec des chèvres du Cachemire.
Elle comptait 184 600 têtes en 1992. Elle est surtout répandue en Sibérie du Sud, au sud de l'Oural, dans les régions d'Orenbourg, de Tchelyabinsk, de l'Altaï au Tatarstan, en Bachkirie, autour d'Aktioubé (au nord du Kazakhstan), dans la région de la Volga et autour de Rostov-sur-le-Don, Astrakhan, Voronej et  Volgograd.

## Description
Son pelage fort long est habituellement noir (90 %) au sous-pelage roux-brun, ou gris. Le bouc pèse 75 kg avec des records de près de 100 kg, la chèvre autour de 45-50 kg au printemps. Son ossature n'est pas longue, mais solide.
Pendant sa période de lactation qui dure six mois, la chèvre donne environ 200 litres d'un lait moyennement gras. Elle donne naissance à un ou deux chevreaux par an, les jumeaux représentent environ 30 % des naissances. La prolificité est de 135-140 pour 100 chèvres.